# Néri Szent Fülöp

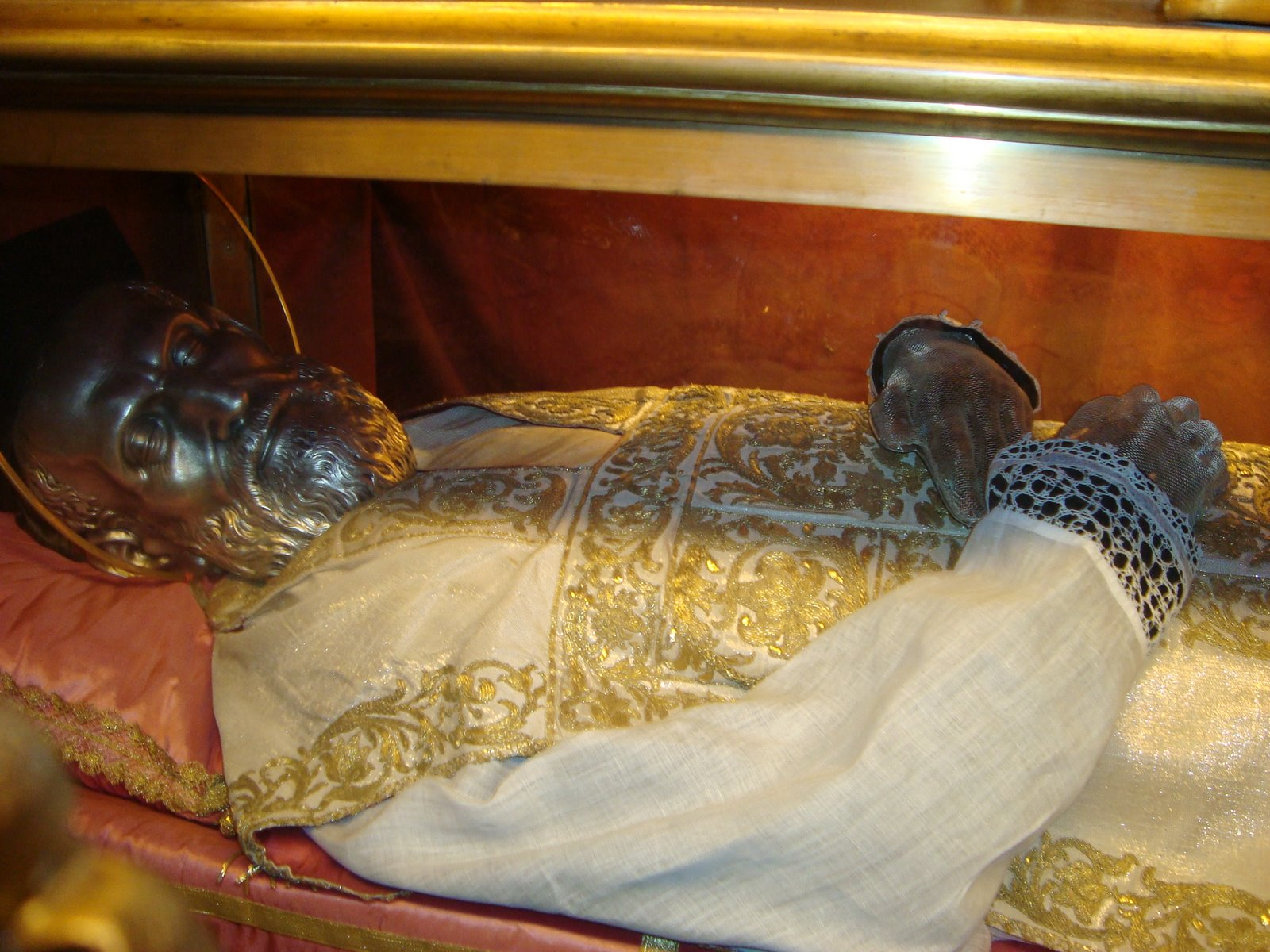
Néri Szent Fülöp sírja a Chiesa Nuovában

Néri Fülöp (olaszul: Filippo Romolo Neri), egyházi nevén Néri Szent Fülöp (Firenze, 1515. július 21. – Róma, 1595. május 26.) katolikus pap, az Oratoriánus-rend alapítója.

## Élete
Fülöp Firenzében született, egy jogász fiaként. Fiatalkorától nagy hatással voltak rá a Domonkos-rendi hagyományok, a firenzei domonkosokkal való kapcsolata révén. Tizenhat évesen gyermektelen nagybátyjához került, Monte Cassino közelébe, aki üzlete átvételére nevelte volna. Fülöp ehelyett Rómába ment, ahol hamar a szegények és a betegek istápolásába kezdett.
1551-ben, immár 36 évesen, pappá szenteltette magát, és megalapította a San Girolamo della Carità nevű közösséget. Ez a laikus közösség, amely imádságra és elmélkedésre találkozott, lett később az Oratórium Kongregációjának a magja. Amikor az oratórium több tagja pap lett, Fülöp megalapította a kongregációt, amelyet a XIII. Gergely pápa (akinek pápaságát évekkel azelőtt Fülöp megjósolta) 1575. július 15-én engedélyezett. A kongregáció fogadalmak nélkül együtt élő világi papokból áll, akik az emberek között élve szolgálják Istent. A már életében szentként tisztelt férfi 1595-ben hunyt el.

## Személyisége
A társadalom perifériáján élő utcagyerekek, bűnözők,  prostituáltak számára is kiszolgáltatta a szentségeket. Megbotránkozást keltett azzal is, hogy együtt nevelte a különböző nemű híveit.
Néri Fülöpöt humora és bolondos egyénisége már életében népszerűvé tették. Számos anekdota emlékezik meg vidám személyiségéről, de különleges vallásos élményeiről is.
Legismertebb ilyen élménye 1544-ben történt, amikor is eksztázisban egy tűzgolyót látott, amely behatolt a száján keresztül a testébe. Tanítványai a halálakor abnormálisan megnagyobbodott szívét, valamint két törött bordáját erre az élményére vezették vissza. 
Hogy szentként való tiszteletét visszaszorítsa, Fülöp sokszor bolondként, bohócként viselkedett másokkal. Ezzel egyúttal próbára is tette őket. Az ismert anekdota szerint egy állítólag csodatevő, vizionárius apácát kellett megvizsgálnia. Fülöp betoppant az apáca zárdájába és megkérte őt, hogy húzza le sáros cipőjét. A nő felháborodva utasította vissza a kérést, mire Fülöp megállapította, hogy az apáca nem lehet szent, „mert hiányzik belőle az alázat”.
Don Bosco, azaz Bosco Szent János, a szalézi rend megalapítója, Fülöp hatására határozta el, hogy életét a szegény sorsú gyermekek segítésének és nevelésének szenteli.

## Szentté avatása
Néri Fülöpöt 1615. május 11-én avatták boldoggá, majd 1622. március 12-én – Loyolai Ignáccal, Xavéri Ferenccel, Ávilai Szent Terézzel és Sevillai Izidorral együtt – szentté.